# Krimsk
Krimsk (en rus Крымск) és una ciutat del krai de Krasnodar, a Rússia. Es troba a la zona septentrional del Gran Caucas, a la vora del riu Adagum, afluent del Kuban, a 81 km a l'oest de Krasnodar. Pertany a aquesta ciutat el khútor de Verkhneadagum.

## Demografia
| 1959   | 1970   | 1979   | 1989   | 2002   | 2008   | 2010   |
| ------ | ------ | ------ | ------ | ------ | ------ | ------ |
| 32.800 | 41.400 | 48.200 | 50.900 | 56.623 | 56.675 | 57.335 |

La majoria de la població és d'ètnia russa (80,3%). La resta de la població és ucraïnesa, armènia, tàtara, grega, turca i d'altres.

## Història
El 1858 s'hi construí la fortalesa de Krimskaia (en honor del Regiment d'Infanteria de Crimea). El 25 de juliol del 1862, cent quaranta soldats que havien servit expressaren llur desig d'establir-se amb la família als voltants de la fortalesa: això feu que es creés l'stanitsa de Krimskaia. Als soldats-colons se'ls va donar terres, i de mica en mica van arribar-hi més pobladors de les zones del sud i centre de Rússia, d'Ucraïna i de Moldàvia.
El 1866 comença l'extracció de petroli. El 1885 s'hi construeix el ferrocarril Novorossisk-Iekaterinodar. Aquell mateix any també es construí l'església de Sant Miquel Arcàngel.
El 20 d'abril de 1942 fou ocupat per la Wehrmacht i alliberat per l'Exèrcit Roig el 5 de maig de 1943. El 1958 va rebre l'estatus de ciutat i va adoptar el nom actual de Krimsk.